# 855年
| 千纪： | 1千纪                                                                                           |
| 世纪： | 8世纪 \| 9世纪 \| 10世纪                                                                        |
| 年代： | 820年代 \| 830年代 \| 840年代 \| 850年代 \| 860年代 \| 870年代 \| 880年代                       |
| 年份： | 850年 \| 851年 \| 852年 \| 853年 \| 854年 \| 855年 \| 856年 \| 857年 \| 858年 \| 859年 \| 860年 |
| 纪年： | 乙亥年（猪年）；唐大中九年；南诏天启十六年；日本齊衡二年；渤海国咸和二十五年                    |

## 大事记
- 洛泰爾一世 (中法蘭克)逝世，中法蘭克王國由其三子瓜分，長子路易二世接受了義大利和皇帝稱號，次子洛泰爾二世接受了洛泰爾尼亞（包含低地國部分）；小兒子查理接受了普羅旺斯。

## 出生
- 韓建

## 逝世
- 洛泰爾一世 (中法蘭克)。